# Wippachtal

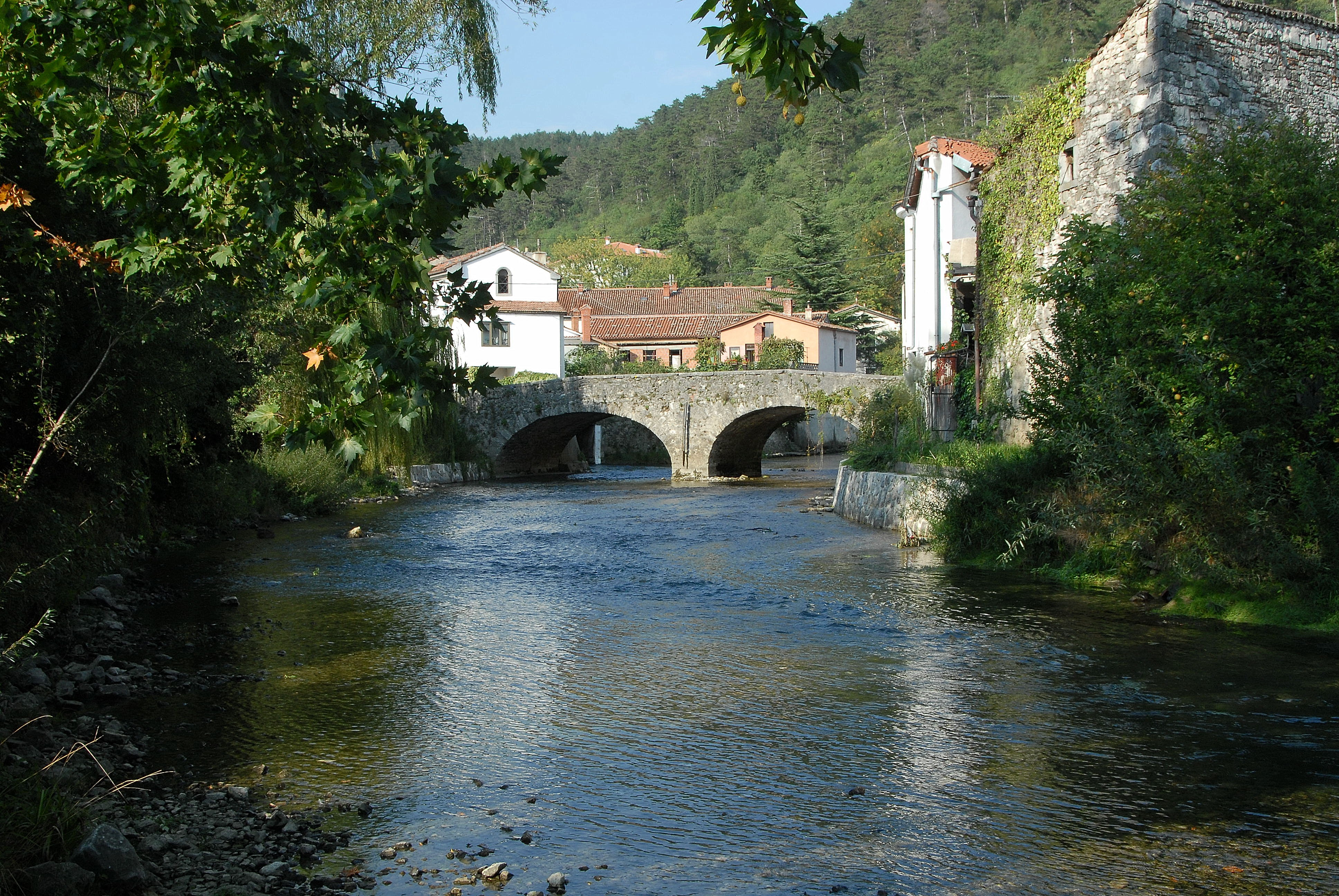
Tabor-Brücke über den Vipava-Fluss in Vipava, Goriška, Slowenien

Das Wippachtal, auch Wippacher Tal und Vipava-Tal (slowenisch: Vipavska dolina), liegt im Westen Sloweniens, am Übergang von Zentralslowenien zur Friaul-Ebene. Der Talboden ist glatt und in der Mitte fließt der Fluss Vipava, der dann bei Savogna d’Isonzo als Vipacco in den Isonzo (Soča) mündet.

## Geographie
Es hat eine Gesamtfläche von 310 km² und ist etwa 40 km lang. Wälder bedecken nur ein Drittel seiner Oberfläche. Von Osten nach Westen erheben sich über dem Tal die Hochebenen Nanos, Birnbaumer Wald und der Rand des Ternowaner Waldes. Im Süden wird das Vipava-Tal durch das Wippacher Hügelland (Vipavska brda) vom Karst getrennt. Im Westen endet das Tal mit der Görzer Ebene (slowenisch: Goriška ravan oder Goriška polje).
Das Vipava-Tal kann in vier Mikroregionen aufgeteilt werden:
- Unteres Vipava-Tal (Spodnja Vipavska dolina)[4] mit der Görzer Ebene.

- Mittleres Vipava-Tal (Srednja Vipavska dolina)

- Oberes Vipava-Tal (Zgornja Vipavska dolina)[5]

- Vipava Hügelland (Vipavska brda) mit dem Branica-Tal (Dolina Branice)

## Klima
Das submediterrane Klima des Vipava-Tals wird maßgeblich durch den ständigen Wechsel des warmen, feuchten Südwestwinds und der Bora, des kalten Nordostwinds, der immer wieder vom Ternowaner Wald weht, geprägt. Das Tal zeichnet sich durch milde Winter und mäßig heiße Sommer sowie etwa 1500 mm Jahresniederschlag mit Spitzen im späten Frühjahr und Herbst aus. Aufgrund der Vermischung kontinentaler und mediterraner Klimaeinflüsse, die auch andere natürliche Faktoren beeinflussen, weist das Tal submediterrane Naturmerkmale auf. 

## Ortschaften
Folgende Gemeinden liegen im Wippachtal:
- Ajdovščina
- Vipava
- Nova Gorica
- Renče-Vogrsko
- Miren-Kostanjevica
- Šempeter-Vrtojba